# Shidaguan
Shidaguan (kinesiska: 石大关乡, 石大关) är en socken i Kina. Den ligger i provinsen Sichuan, i den sydvästra delen av landet, omkring 140 kilometer norr om provinshuvudstaden Chengdu. Antalet invånare är 2 011. Befolkningen består av 955 kvinnor och 1 056 män. Barn under 15 år utgör 20,0 %, vuxna 15-64 år 72 %, och äldre över 65 år 7,0 %.
Genomsnittlig årsnederbörd är 1 209 millimeter. Den regnigaste månaden är juli, med i genomsnitt 276 mm nederbörd, och den torraste är december, med 10 mm nederbörd.